# Horst Hirnschrodt
Horst Hirnschrodt (Bécs, 1940. december 5. – 2018. május 24.) válogatott osztrák labdarúgó, hátvéd.

## Pályafutása

### Klubcsapatban
1958 és 1967 között az Austria Wien labdarúgója volt, ahol három bajnoki címet és négy osztrák kupagyőzelmet ért el a csapattal. 1967 és 1975 között az Austria Salzburg együttesében szerepelt. 1975-ben fejezte be az aktív labdarúgást.

### A válogatottban
1962 és 1966 között 19 alkalommal szerepelt az osztrák válogatottban és egy gólt szerzett. A magyar válogatott ellen ötször játszott.

## Sikerei, díjai
Austria Wien
- Osztrák bajnokság
  - bajnok (3): 1960–61, 1961–62, 1962–63
- Osztrák kupa
  - győztes (4): 1960, 1962, 1963, 1967